# Trochalus denticeps
Trochalus denticeps är en skalbaggsart som beskrevs av Moser 1916. Trochalus denticeps ingår i släktet Trochalus och familjen Melolonthidae. Inga underarter finns listade i Catalogue of Life.